# Крокодиловы слёзы

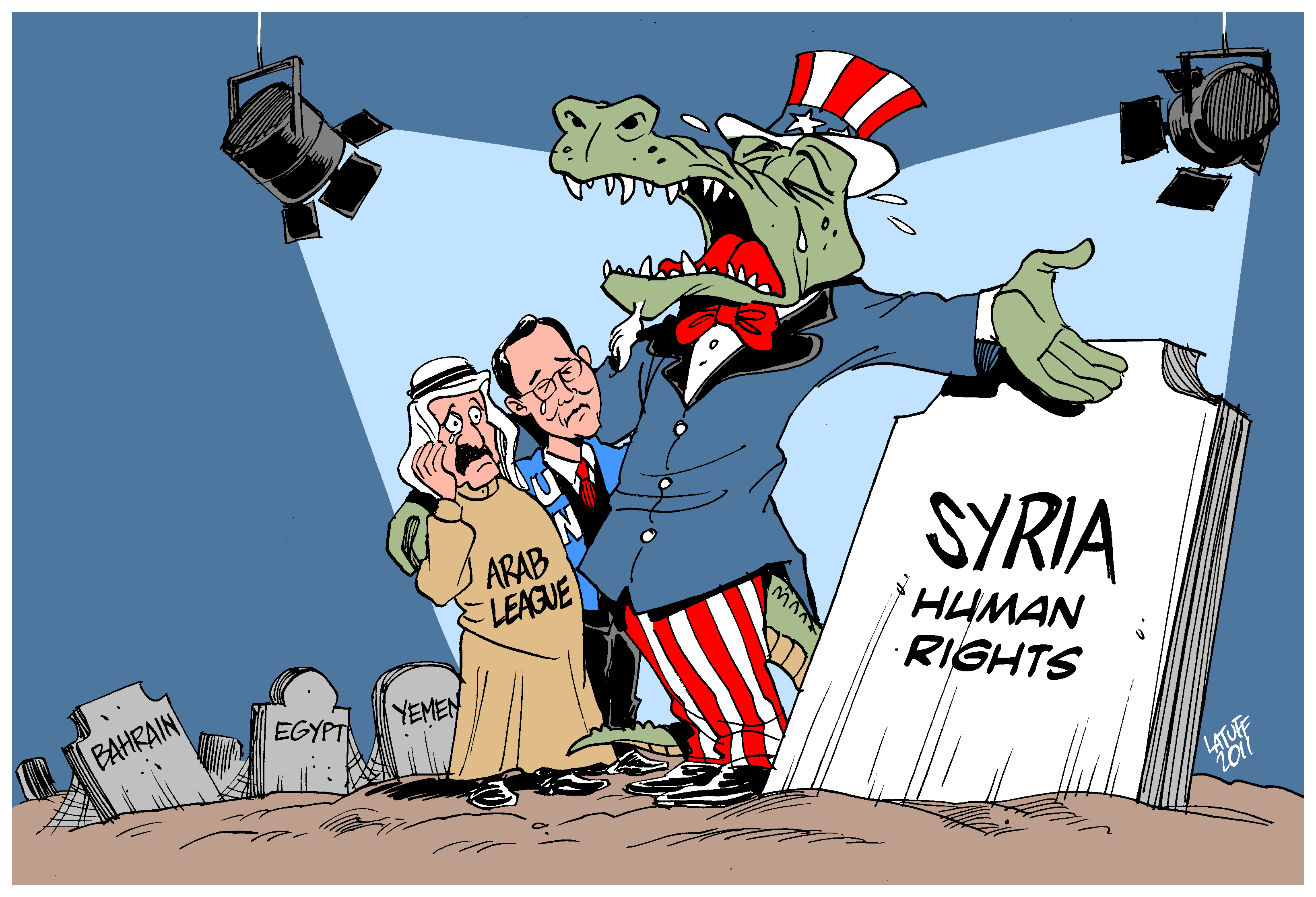
Карикатура Карлоса Латуффа «Крокодиловы слёзы по Сирии», 2011

Крокодиловы слёзы — фразеологизм, который присутствует во многих языках и означает фальшивое, неискреннее выражение эмоции, притворный плач.

## Происхождение

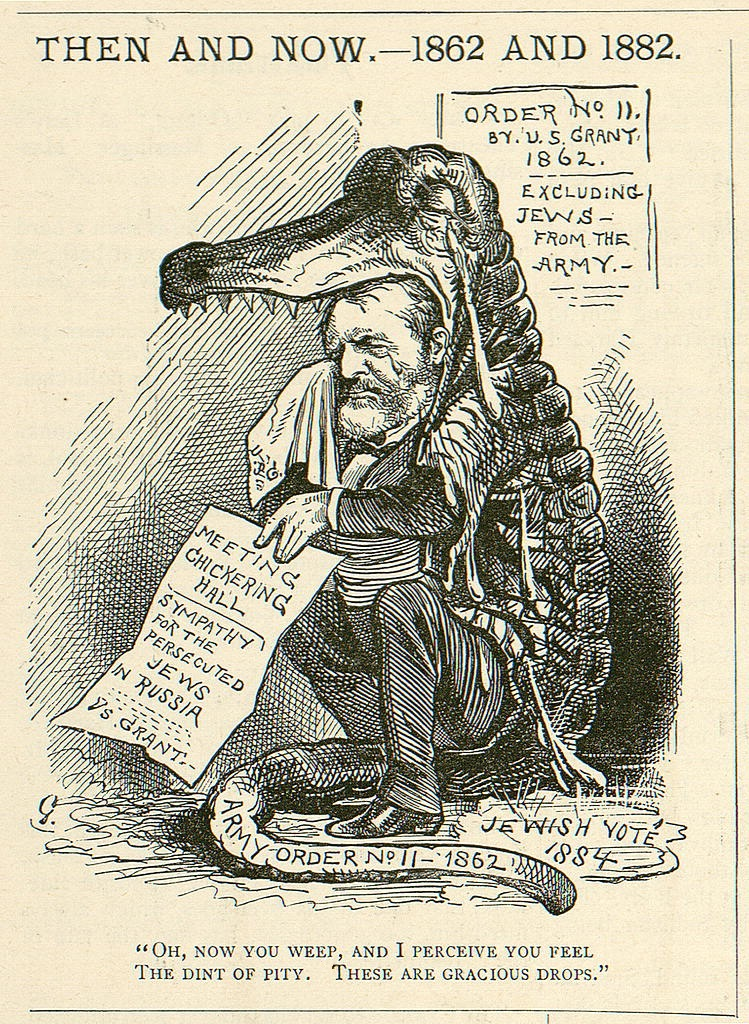
Карикатура Бернарда Гиллама

Выражение исходит из древнего поверья, что крокодилы якобы плачут во время поедания добычи. В одном из сочинений Плутарха поведение крокодила сравнивается с поведением людей, которые стремятся кого-то убить, но потом оплакивают жертву. Согласно К. А. Богданову первое сообщение о «слезах» крокодила обнаруживается в «Мириобиблионе» патриарха Фотия (написан в середине IX века). В Средние века смысл выражения не был однозначным: в некоторых бестиариях того времени крокодил оплакивает жертву, раскаиваясь в содеянном. Утверждению современного значения способствовал Эразм Роттердамский в книге «Пословицы», более того, по мнению А. Е. Махова, «именно Эразм делает из „зоологии“ крокодиловых слёз пословицу: из „вещей“ — „слова“». Азбуковник (словарь) XVII века сообщает: «Крокодил зверь водный. Егда имать человека ясти (когда ест человека), тогда плачет и рыдает, а ясти не перестаёт. А главу от тела оторвав, плачет».
Со стороны биологии выражение объясняется наличием у крокодила потовых желез возле глаз. Когда крокодил поедает жертву, его пот выходит через железы. Возможно, это стало поводом для возникновения мифа.

## Синдром крокодиловых слёз
Синдром крокодиловых слёз, или синдром Богорада, появился из-за неправильного лечения паралича Белла[уточнить], из-за которого слёзные железы возбуждаются во время еды. Советский нейрофизиолог Ф. А. Богорад впервые в 1928 году описал синдром и предложил название.

## В литературе и поэзии
В «Истории одного города» Салтыкова-Щедрина написано: «Все те его слёзы были крокодиловы». В комедийной пьесе А. Н. Островского «Волки и овцы» пишется о крокодилах: «И крокодилы плачут, а всё-таки по целому телёнку глотают».
Также выражение «крокодиловы слёзы» было использовано в «Песенке ни про что, или Что случилось в Африке» В. Высоцкого:
Льют жираф с жирафихой
Слёзы крокодильи.В. С. Высоцкий
— имеется в виду, что жирафы выдали свою дочь замуж за бизона.